# Eviota filamentosa
Eviota filamentosa, tên thông thường là threadfin dwarfgoby, là một loài cá biển thuộc chi Eviota trong họ Cá bống trắng. Loài này được mô tả lần đầu tiên vào năm 2014.

## Từ nguyên
Từ filamentosa trong danh pháp của E. filamentosa bắt nguồn từ filum trong tiếng Latinh, nghĩa là "sợi chỉ", ám chỉ gai thứ nhất của vây lưng vươn dài, mảnh mai như sợi chỉ ở loài cá này.

## Phạm vi phân bố và môi trường sống
E. filamentosa có phạm vi phân bố ở Tây Thái Bình Dương. Loài cá này chỉ được tìm thấy ở hai địa điểm thuộc quần đảo Ryukyu (Nhật Bản): đảo Yoron và đảo Iriomote. Các mẫu vật của E. filamentosa được thu thập gần các rạn san hô ở độ sâu khoảng từ 7 đến 17 m.

## Mô tả
Chiều dài cơ thể tối đa được ghi nhận ở E. filamentosa là gần 1,1 cm. Đầu và thân trong mờ, hơi có màu nâu cam, có nhiều vệt đốm màu đỏ cam và các chấm đen li ti phủ khắp cơ thể. Bên dưới lớp da có các vạch màu nâu sẫm. Vùng nắp mang có màu đỏ cam. Mống mắt vàng với các vạch đỏ bao quanh đồng tử.
Số gai ở vây lưng: 7; Số tia vây ở vây lưng: 8; Số gai ở vây hậu môn: 1; Số tia vây ở vây hậu môn: 8; Số tia vây ở vây ngực: 15 - 16.